# 9А310
9А310 — радянська та російська самохідна вогнева установка ЗРК 9К37 «Бук».

## Опис конструкції
Самохідна вогнева установка 9А310 створена на базі самохідної вогневої установки 9А38, яка входила до складу ЗРК 2К12М4 «Куб-М4» (9К37-1 «Бук-1»). Основною відмінністю є організація зʼєднання з іншими складовими зенітно-ракетного комплексу. Зʼєднання відбувається телекодовим зв'язком з командним пунктом 9С470, а також пуско-заряджальною установкою 9А39 (на відміну від 9А38, де зʼєднання відбувалося з самохідною пусковою установкою 2П25М3 і самохідною установкою розвідки та наведення 1С91М3). Крім того, самохідна вогнева установка 9А310 здатна нести до 4 зенітних керованих ракет (замість 3 на 9А38), проте при цьому може озброюватися тільки зенітніми керованими ракетам 9М38, на відміну від самохідної вогневої установки 9А38, яка мала можливість здійснювати запуск зенітних керованих ракет як 9М38, так і 3М9М3 зі складу ЗРК 2К12М3 «Куб-М3».
Час переведення машини з похідного положення у бойове становить трохи більше 5 хвилин. Переведення в бойовий режим з чергового — не більше 20 секунд. Перезаряджання ракетами здійснюється або з пуско-заряджальної установки 9А39 (повний цикл перезаряджання становить 12 хвилин), або з транспортно-заряджальної машини (повний цикл перезаряджання становить 16 хвилин).

### Ходова частина
Як база використовується шасі виробництва ММЗ, що має позначення ГБТУ — «Об'єкт 569А» (рос. Объект 569А).

## Модифікації
- 9А310 — самохідна вогнева установка ЗРК 9К37 «Бук».
- 9А310М1 — самохідна вогнева установка ЗРК 9К37М1 «Бук-М1». Порівняно з базовою машиною дальність захоплення та супроводу цілей збільшена на 25-30 %. Ймовірність розпізнавання балістичних ракет, гелікоптерів та літаків збільшена до 0,6. Із метою підвищення захищеності від взаємних та навмисних перешкод кількість літерних частот підсвічування збільшено з 36 до 72.[3]
- 9А310М1-2 — самохідна вогнева установка ЗРК 9К37М1-2 «Бук-М1-2».

## Машини на базі

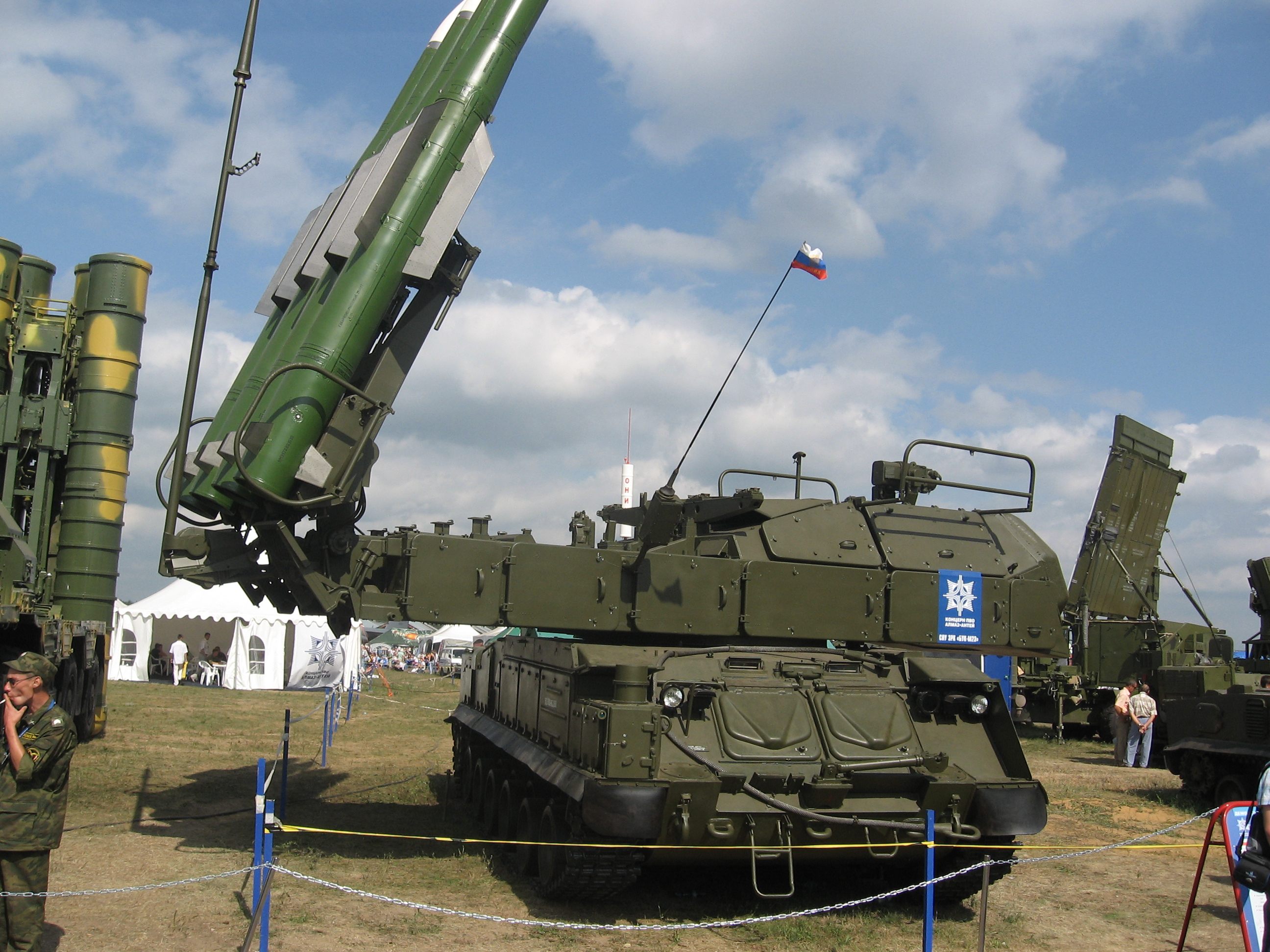
Самохідна вогнева установка 9А317 ЗРК 9К317 «Бук-М2» на виставці МАКС-2007 в Жуковському

- 9А317 — самохідна вогнева установка ЗРК 9К317 «Бук-М2». На відміну від попередніх варіантів самохідної вогневої установки, у 9А317 застосована фазована антенна решітка з електронним скануванням променя. Самохідна вогнева установка може виконувати пошук цілей у зоні ±45° за азимуту та 70° за підвищенням, за дальністю до 20 км. Супровід цілей виконується в секторі ±60° за азимутом і від -5° до +85° за підвищенням. Установка здатна одночасно виявляти до 10 цілей та вести обстріл до 4 цілей. Час реакції самохідної вогневої установки становить 4 секунди, а приведення в бойову готовність після зміни позиції — 20 секунд. Бойова маса складає 35 тон.[4]

Варіанта модифікації 9А317 на колісному напівпричепі подібно до 9С36 не було.
- 9А317ЭК — колісний варіант самохідної вогневої установки ЗРК 9К317ЭК «Бук-М2ЭК» на шасі МЗКТ.
- 9А310МБ — самохідна вогнева установка ЗРК «Бук-МБ». Білоруська модифікація самохідної вогневої установки 9А310. Вперше продемонстрована на виставці МАКС-2005 у Жуковському. Порівняно з базовою машиною має інше електронне приладдя, засоби зв'язку та інше обладнання.[5]